# Cook and Chill

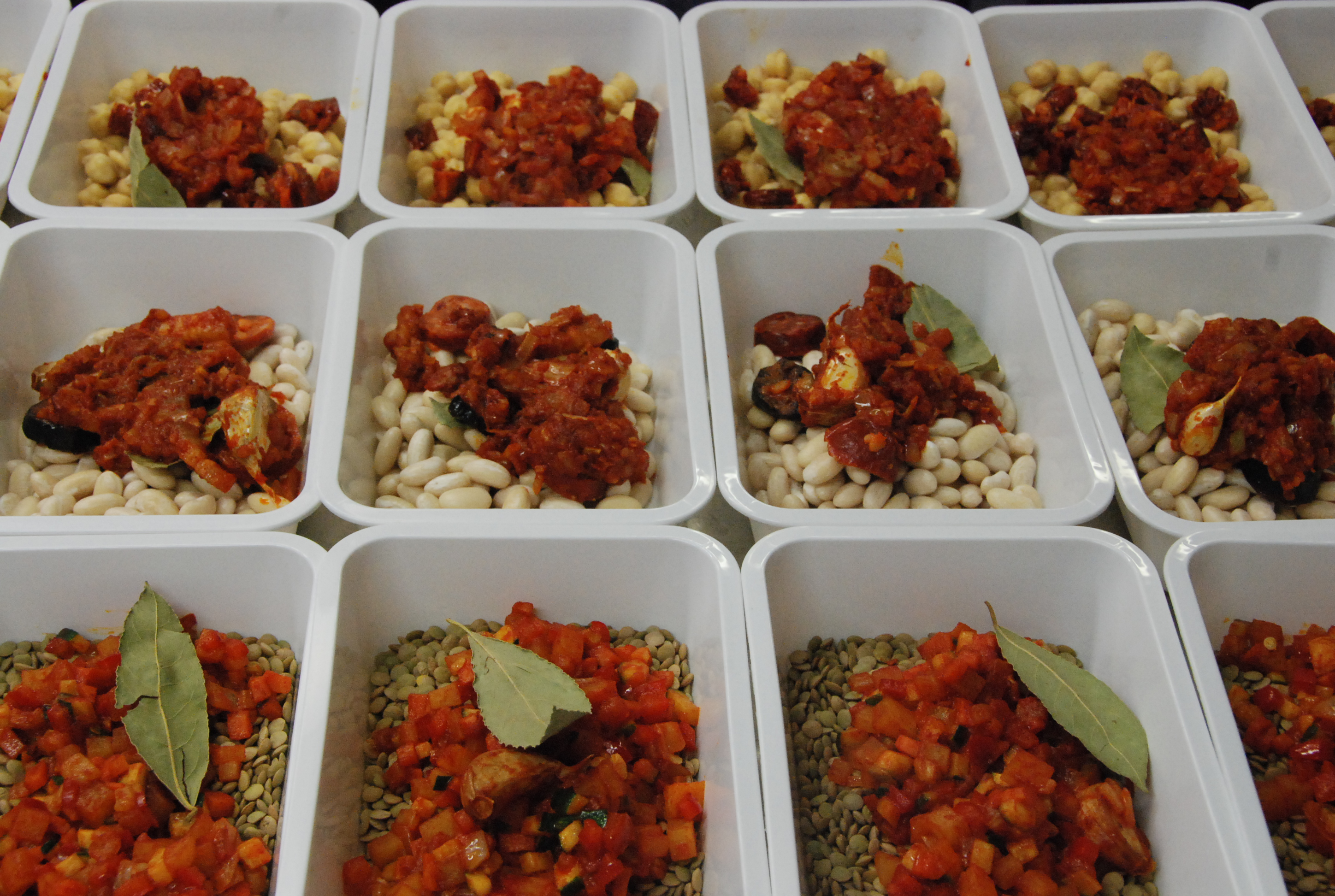
Cook and Chill

Cook and Chill, zu Deutsch Kochen und Kühlen, ist ein englischer Fachterminus für ein Verfahren der Gemeinschaftsverpflegung, bei dem die unmittelbare Ausgabe der Speisen verzögert wird. Dies steht im Gegensatz zur herkömmlichen Warmverpflegung, bei der die Speisen nach der Zubereitung sofort serviert oder bis zum Verzehr warm gehalten werden. Im Fachjargon werden letztgenannte Verfahren als Cook and Serve oder Cook and Hold bezeichnet, zu Deutsch Kochen und Servieren oder Kochen und (Warm-)halten. 

## Das Verfahren
Beim Verfahren des Cook and Chill (auch: cook-chill oder CC) werden die warmen Speisenkomponenten auf herkömmliche Weise zubereitet und gegart, dann aber innerhalb von 90 Minuten auf eine Temperatur von unter 4 °C gekühlt. Man nennt dies Schnellkühlung. Die gekühlte Speise kann bei ununterbrochener Kühlkette bis zu vier Tage ohne Qualitätsverlust gelagert werden. Sie wird erst unmittelbar vor der Ausgabe in einem Konvektomaten wieder auf Verzehrstemperatur erwärmt und danach zu einer Regenerierung ruhen gelassen. Diese Regenierzeit kann beispielsweise für die Servierzeit einer hohen Zahl von Portionen eingeplant werden. 
Zu den Vorteilen des Cook & Chill-Systems zählt u. a. auch die damit verbundene hygienische Sicherheit nach den Vorgaben des 1998 in Kraft getretenen HACCP-Konzepts (Hazard Analysis of Critical Control Point). Die Vermehrung von pathogenen Keimen sowie die Bildung von Toxinen wird verhindert, indem der hygienisch bedenkliche Temperaturbereich beim Absenken ab ca. 40 bis 10 °C schnell durchschritten wird. Dies ist v. a. im Bereich der Krankenhäuser und Altenheime von entscheidender Bedeutung, da das Immunsystem vieler Patienten geschwächt ist.

## Anwendung und Markt
Cook and Chill wurde in den 1960er Jahren in den USA entwickelt und gelangte in den 1970er Jahren nach Europa, wo es vor allem in Schweden weiterentwickelt wurde. Ab Mitte der 1980er Jahre begann der Einsatz der verschiedenen Formen von Cook and Chill die Gemeinschaftsverpflegung weltweit zu revolutionieren. Die Fachzeitschrift gv-praxis schrieb damals: „Wenn es ein Wort des Jahres 1995 für die Gemeinschaftsverpflegung zu wählen gäbe, dann hieße es bestimmt Cook chill – Kühlkost also.“ Die Berliner Stadtreinigungsbetriebe (BSR) waren 1997 eines der ersten Großunternehmen in Deutschland, das diese Methode in ihrer Betriebsgastronomie einführte. Zunächst kam es vor allem in der Patientenverpflegung von Krankenhäusern und Altenheimen zum Einsatz. Cook and Chill gewinnt aber auch zunehmend auch an Boden in der Gastronomie, im Bankettbereich von Hotels sowie im Veranstaltungs-Catering. 
Immer häufiger findet man solche Gerichte inzwischen auch im Angebot der großen Supermarktketten. So werden u. a. die Fertiggerichte für Weight Watchers und die Linie Feinstes vom Meisterkoch des Münchner TV- und Sterne-Kochs Alfons Schuhbeck nach diesem Verfahren hergestellt. In Großbritannien erfreuen sich auf Cook and Chill spezialisierte Take aways großer Beliebtheit.